# Каролін Сегер
Каролін Сегер (швед. Sara Caroline Seger, нар. 19 березня 1985) — шведська футболістка, срібна призерка Олімпійських ігор 2016 року.

## Виступи на Олімпіадах
| Олімпіада           | Дисципліна | Місце |
| ------------------- | ---------- | ----- |
| Пекін 2008          | футбол     | 6     |
| Лондон 2012         | футбол     | 7     |
| Ріо-де-Жанейро 2016 | футбол     | 2     |

## Особисте життя
Сегер — відкрита лесбійка, яка в грудні 2013 року розповіла журналу QX, що пишається своєю дівчиною. У попередні роки Сегер приховувала свою орієнтацію, але вирішила виступити, щоб стати взірцем для наслідування. Раніше вона мала стосунки з іншою професійною футболісткою Малін Левенстад.